# سیارک ۱۱۴۶
سیارک ۱۱۴۶ (به انگلیسی: 1146 Biarmia، نامگذاری:1929JF) هزار و صد و چهل و ششمین سیارک کشف شده‌است که در ۷ مه ۱۹۲۹ و در رصدخانه سایمیز کشف شد.
قدر مطلق سیارک برابر ۹٫۸۰ است.